# Medina melania
Medina melania är en tvåvingeart som först beskrevs av Johann Wilhelm Meigen 1824.  Medina melania ingår i släktet Medina och familjen parasitflugor. Inga underarter finns listade i Catalogue of Life.